# Juan Pedro Sánchez Romero
Juan Pedro Sánchez Romero (Villafranco del Guadiana, Badajoz,1987), más conocido como Juan Pedro Sánchez, es un periodista y escritor español. Trabaja para Canal Extremadura Televisión. así como para El Periódico Extremadura.
Habla, además de español, inglés, portugués y extremeño, del que es un firme defensor, siendo parte de la dirección de OSCEC, el órgano para el seguimiento y coordinación de la lengua extremeña.

## Trayectoria profesional

### Presentador
Comenzó su labor como periodista en Popular TV como presentador de un programa de turismo, donde pasó a trabajar para Onda Cero Extremadura durante 3 años. A partir del año 2012 se incorporó a distintos proyectos en Canal Extremadura TV como Dossier Informativo, del cual fue subdirector y  con el que logró el primer premio del Consejo Asesor RTVE Extremadura. 
En los últimos años ha trabajado en varios de los programas de Canal como son: Extremadura en Abierto, Vive la Tarde o los especiales de Loterías de Navidad. 
En la actualidad es presentador del programa A esta Hora.

### Dirección
Ha sido director de los documentales “El alcalde de Zalamea, Viaje al Siglo de Oro” emitido en Canal Extremadura TV y “Contraindicaciones”, con el que obtuvo el primer premio Farmamundi.

## Premios
- Premio del Consejo Asesor RTVE Extremadura[5]
- Premio Farmamundi por el documental Contraindicaciones. El acceso a medicamentos esenciales en países del Sur[6][7][8]